# Jennifer Hill
Pour les articles homonymes, voir Hill.
Jennifer Hill est une actrice canadienne née le 31 décembre 1978 à Toronto (Ontario).

## Biographie
Jennifer Hill est apparue dans de nombreuses émissions de télévision et dans des films. Elle est connue au Canada en tant que présentatrice d'un quiz dans le show sportif Game On basé sur ce qui a été diffusé avant le match de la NFL tous les dimanches après-midi.

## Filmographie
- 1999 : Game On (jeu TV) : elle-même (présentatrice)
- 2000 : Relic Hunter (série télévisée) : Jenny
- 2001 : Twice in a Lifetime (série télévisée)
- 2002 : The Circle : Nurse Patty Wrenfield
- 2002 : You Belong to Me (téléfilm) : Binky
- 2002 : Soul Food (série télévisée) : Maria « Swing »
- 2002 : The Gavin Crawford Show (série télévisée) : Shelly
- 2003 : Street Time (série télévisée) : Réceptionniste
- 2003 : An American in Canada (série télévisée) : Brandy / Miss Bow Valley
- 2003 : Mutant X (série télévisée) : Jenna
- 2003 : The Crooked E: The Unshredded Truth About Enron (téléfilm) : Miss August
- 2004 : Blue Murder (série télévisée) : Chrissie Reynolds
- 2004 : Harold & Kumar Go to White Castle : Blonde Party Girl (uncredited)
- 2005 : Ice Queen (video) : Elaine
- 2006 : Entourage (série télévisée)
- 2006 : Ten 'til Noon : Sheba
- 2007 : The Dukes of Hazzard: The Beginning (téléfilm) : Brooke Handy